# 한국예탁결제원
한국예탁결제원(韓國預託決濟院, Korea Securities Depository, KSD)은 증권 등의 집중예탁과 계좌간 대체, 매매거래에 따른 결제업무 및 유통의 원활화를 위해 1974년 12월 6일에 설립되었다. 본사는 부산광역시 문현금융단지 부산국제금융센터에 있다. (2014년말 이전) 서울 여의도에 여의도 사옥이 있다.

## 주요 기능

### 예탁결제제도와 집중예탁제도
증권예탁결제제도란 투자자, 금융투자회사 등이 중앙예탁결제회사에 계좌를 개설하고, 소유하고 있는 유가증권을 예탁한 후 매매 등에 따른 결제를 실물의 이동 없이 계좌 간 대체로 처리하는 제도이다. 증권매매와 소유권 변동을 위해 유가증권이 대량유통되는 업무의 번잡함을 줄이고 도난이나 분실 등의 사고발생 위험을 해소하여 유통의 원활화를 기하자는 것이 예탁결제제도의 취지이다. 우리나라에서는 1973년 제5차 증권거래법 개정에 의해 증권예탁결제제도가 최초로 도입되었고, 예탁결제업무를 수행하는 회사로 1974년 12월 한국예탁결제원의 전신인 한국증권대체결제주식회사가 설립되었다. 예탁결제제도가 자리를 잡기 위해서는 증권발행이 표준화, 정형화될 필요가 있다. 특히, 1975년에 연이어 발생한 주권위조사건 이후 규격화된 유가증권의 발행이 요구되었으며 이를 위해1977년 8월에 '통일규격 유가증권 취급규정'이 제정되었다. 또한 유가증권의 발행에 따른 사고를 예방할 수 있으려면 전문발행대행기관이 발행업무를 맡도록 하는 것이 필요하다. 따라서 '통일규격 유가증권 취급규정'에서는 발행업무를 명의변경 대리인에게 위탁하도록 하였다.
명의변경은 주주가 회사에 대해 자신의 권리(주주권)를 주장하기 위해 주주명부에 자신의 성명을 기재하는 행위이다. 명의변경을 위해서는 주주 본인이 발행회사를 찾아가야 하고 또 발행회사 입장에서는 주주관리 업무에 많은 인력과 시간을 투입해야 하는 어려움이 발생하게 된다. 기업공개정책으로 인해 증권시장이 성장하면서 명의변경, 권리주주의 확정 등 발행회사의 업무가 폭증하게 되자 발행회사를 대신해서 전문기관이 그것을 처리해주는 명의변경 대리인제도가 도입되었다. 1974년 증권거래법 개정에 의해 예탁결제회사인 한국증권대체결제회사가 증권예탁결제업무와 명의변경 업무를 함께 수행하다가, 1984년 4월의 개정 상법에 의해 명의변경 대리인제도가 법제화되었으며 상장법인뿐 아니라 주식회사 전체로 이 제도가 확대, 시행되었다.
집중예탁제도는 기본적으로 증권거래를 계좌 간 대체에 의해 결제하도록 함으로써 실물증권의 이동에 따른 비용을 줄이고 유가증권의 매매에 따른 결제처리의 신속성, 효율성, 안정성을 도모하기 위한 것이다. 집중예탁제도가 중앙예탁결제회사에 유가증권을 집중 예탁하고 예탁한 증권의 양도나 질권설정 등의 권리 이전을 할 때 실물증권을 인도하지 않고 장부상의 대체기재(book-entry)만으로 증권의 교부가 있었던 것과 같은 효력을 인정하기 때문이다. 하지만 이 제도는 여전히 실물증권의 발행을 전제로 하여 장부상 대체기재를 실물증권의 점유나 교부와 동일한 것으로 간주하는 것으로서 실물증권의 발행으로부터 완전히 벗어나지 못하고 있다는 한계를 가지고 있다.

### 전자증권제도 도입
전자증권제도는 주권, 채권 등 유가증권을 종이 형태의 실물로 발행하지 않고 해당 권리를 전자등록부에 기재하여 권리의 취득, 양도 및 행사를 가능하도록 하는 제도이다. 전자증권제도에서 투자자는 금융투자회사 등에 개설한 계좌를 통해서만 증권을 취득, 보유하거나 양도할 수 있다. 이 제도는 1983년 덴마크가 세계 최초로 도입한 이래, 프랑스, 영국, 스웨덴 등 유럽 국가들을 중심으로 급속히 확산되었고, 증권관리제도의 새로운 국제표준으로 자리잡아 가고 있다. 전자증권제도는 유가증권이 중앙예탁결제회사에 통상 90% 정도 예탁되어 부동화되는 경우 자연스럽게 이루어질 수 있다. 이 단계에서는 실물 증권 수요와 필요성이 거의 사라지게 되어 형식적으로 실물증권을 굳이 발행할 필요가 없어지기 때문이다. 국내의 경우 2013년 1월 전자증권제도의 일환이라고 할 수 있는 전자단기사채제도가 시행되어 2017년 3분기 기준 그 발행액이 282조원에 달하고 있다. 발행회사의 경우 증권 발행절차를 간소화하고 자금조달 비용을 절감할 수 있으며 금융기관은 실물증권 관련 비용과 업무처리시간을 대폭 절감할 수 있다. 투자자 입장에서는 실물증권 보유로 인해 발생하는 위조, 변조, 도난, 분실 등의 위험을 방지할 수 있고, 각종 권리행사가 더욱 편리해진다. 증권시장 측면에서는 발행증권의 수량, 투자자별 보유현황 및 거래내역 등이 전자적으로 관리되므로 증권의 발행, 유통에 관한 현황파악이 용이하여 증권시장의 투명성이 제고되는 효과가 있다.금융위원회는 2015년 6월말 관련 법안을 입법 예고하였다. 2016년 3월 전자증권법 제정안이 국회를 통과하여 공포되었고, 전자증권제도의 시행일은 2019년 9월 16일이다.

### 전자투표와 전자위임장 서비스
전자투표제도란 주주가 주주총회에 직접 출석하지 않고 인터넷을 이용하여 의결권을 행사하는 제도이다. 주주총회는 주로 특정 지역과 특정 기간에 집중되어 개최된다. 이에 따라 회사는 주주총회 성립요건을 달성하기 어렵고 주주는 주주총회 참석에 제약을 받게 된다. 이러한 회사와 주주 모두의 불편을 해소하기 위해 2010년 전자투표제도가 국내에 도입되었다. 최초 도입 이후 4년간 상장회사 중에 전자투표제를 채택한 곳은 79곳이었으나 2017년 11월 기준 1,056개 상장기업이 전자투표제를 채택하였다.
전자위임장제도란 발행회사 등 위임장 권유자가 위임장 용지 및 참고서류를 인터넷상에 게시하고 주주는 공인전자서명을 통해 전자적으로 위임장을 수여하는 제도이다. 주주는 전자투표와 전자위임장 관리기관인 한국예탁결제원을 통하여 주주총회 관련 자료를 제공받고 전자적 방식으로 의결권 등 주주권을 행사하거나 전자위임장을 행사한 후 회사가 제출한 주주총회 결과를 조회할 수 있다. 발행회사는 전자투표 및 전자위임장 제도를 이용하여 주주에 대한 권리행사 서비스를 개선하고 주주 중시 경영을 통한 기업 이미지를 높일 수 있으며 주주총회 관리 업무 전산화 달성 및 위임장 교부 관련 비용 절감 등의 혜택을 누릴 수 있다. 주주 입장에서는 주주총회에 직접 참석하지 않고 언제 어디서나 인터넷에 접속하여 편리하게 의결권 행사가 가능하여 주주권이 강화되는 효과가 있다.

### 국제증권거래 지원 서비스
국제증권거래는 발행시장(국내기업이 외국에서 증권을 발행하는 경우, 외국기업이 국내에서 증권을 발행하는 경우)과 유통시장(국내 거주자가 외화증권을 투자하는 경우, 비거주자가 국내증권에 투자하는 경우)에서 발생한다. 범세계적인 증권시장의 통합화가 이루어지면서 거래시간, 투자자의 거주지, 해당 증권의 발행국 등 지리적, 시간적 제약없이 국경을 초월해서 국제간 증권거래가 일어나고 있다. 한국예탁결제원은 외화증권 예탁결제서비스(국내투자자의 외화증권 투자지원), 보관기관 및 상임대리인 서비스(외국투자자의 국내증권 투자지원), 해외DR 원주보관서비스(국내기업의 해외증권 발행지원), KDR 발행 및 예탁기관 서비스(외국기업의 국내상장 지원) 등 국제증권거래 지원 서비스를 제공하고 있다.

### 증권대차거래 중개 서비스
증권대차거래란 증권을 장기 보유하는 기관(연기금, 자산운용회사, 보험사 등)이 증권거래에 따른 결제부족분 충당 또는 투자전략상 증권을 빌리고자 하는 기관에 일정한 수수료를 받고 빌려주는 거래를 말한다. 한국 시장에서 허용된 차입공매도(covered short selling)를 위해서는 대차거래가 선행되어야 한다. 즉, 대차거래와 공매도는 동일한 개념은 아니지만 일정한 상관관계는 발생하게 된다. 대한민국 내에서 대차거래중개업무가 허용된 기관으로는 한국예탁결제원을 비롯해 투자중개업자, 투자매매업자, 한국증권금융이 있다. 이러한 대차거래중개기관들은 거래의 중개, 주선, 체결, 인도, 상환, 담보관리 등의 서비스를 제공하고 있다.
대차거래의 경우 증권을 수시로 사고 팔지 않는 장기 보유자 입장에서는 대여로 인한 추가 수수료 수익이 발생하고, 현재 주가가 높다고 판단하는 차입자 입장에서는 유무상증자, 전환권 행사 등으로 상환가능한 범위에서 주식을 빌려 현재 가격으로 매도하고 이후에 상환함으로써 시세차익을 꾀할 수 있다. 주식시장 전체로 볼때는 대차거래가 시장 전체의 유동성을 높여주는 기능도 있다.

### 펀드넷(FundNet)
펀드넷은 한국예탁결제원이 운영하는 자산운용(집합투자)시장의 펀드전산망 허브로서 자산운용회사, 매매중개회사, 수탁회사, 일반사무관리회사, 판매회사 등 여러 참가자 간 시스템을 연계하여 표준화된 데이터 및 메시지로 효율적인 펀드 관련 업무를 지원하고 있다. 종전의 '간접투자자산운용업법'에 근거하여 2004년 4월 펀드넷이 구축, 오픈되었다. 펀드넷은 집합투자증권의 설정환매, 집합투자재산의 운용지시, 펀드별 예탁결제, 수익자명부관리 등 펀드의 생성, 성장, 소멸에 이르기까지 집합투자증권 및 집합투자재산의 관리와 관련된 서비스를 제공하고 있다. 펀드넷이 도입되기 전까지 국내 자산운용산업은 수작업 업무환경에 의존하고 있었다. 이를 펀드넷이 디지털 체계로 전환함으로써 처리시간 및 사무착오가 축소되어 관련 사무비용을 대폭 절감하였다. 2013년 기준 펀드넷을 통한 비용 절감 효과는 687억원에 달하는 것으로 분석되었다. 집합투자재산의 투명한 관리로 투자자의 신뢰를 높이고 펀드운용 관련 정보를 표준화하고 그 수집의 적시성과 신속성이 확보되어 수탁회사, 금융감독원 등 외부감시기관의 실질적 준법감시활동이 쉽게 이루어질수 있도록 지원하는 측면도 있다.

### 미수령 주식 찾아주기 캠페인
미수령주식이란 유상증자, 주식배당 등으로 발생한 주식을 주주가 주소변경 등의 사유로 통지를 받지 못했거나, 상속인이 상속내용을 모르고 찾아가지 않아 명의개서대행회사가 보관하고 있는 주식을 말한다. 이러한 미수령주식을 국민들에게 찾아줌으로써 가정경제, 국가경제에 보탬이 되기 위해 미수령주식 찾아주기 캠페인이 시작되었다. 국내 명의개서대행회사(한국예탁결제원, KB국민은행, 하나은행) 중 한국예탁결제원은 2009년부터 2017년까지 9년간 연속적으로 캠페인을 실시하였고, 2013년부터는 '찾아주는 캠페인'으로의 패러다임 전환을 통해 더욱 적극적으로 서비스를 제공하였다. 행정자치부와 법원행정처 등의 협조를 통해 사망주주의 상속인을 확인하고 주식을 찾아가도록 안내했다. 특히 2014년에는 정부 3.0 추진계획에 근거하여 캠페인 실시의 효과를 극대화하고자 다른 명의개서대행회사인 KB국민은행, 하나은행과 최초로 공통캠페인을 실시하였다.
주주의 미수령주식을 효과적으로 찾아주기 위해 행정자치부와 함께 미수령주식 소유자의 현재 주소지를 파악하고 미수령주식 수령과 관련한 안내문을 우편 발송하는 방식으로 캠페인을 진행했다. 또한 국민편의를 위해 주식찾기 전용창구와 콜센터도 설치, 운영하였다.
2014년 10월 1일 한국예탁결제원에서 대국민 미수령주식 찾아주기 캠페인 공동추진을 위한 협약식을 갖고 10월 한 달간 캠페인을 진행하였다. 명의개서대행회사 3개사의 2014년도 미수령주식현황을 보면 총 347,250천주(3,318억원, 액면가 기준)에 이르며 이중 상장주식은 11,971천주(859억원), 비상장주식은 335,279천주(2,459억원, 액면가 기준)에 이르고 있다. 한국예탁결제원은 수혜자를 더욱 확대하고자 2014년도의 경우 주식 뿐만 아니라 미수령 배당금을 찾아주는 캠페인까지 추가적으로 실시하였다.
2009년부터 시작된 이 캠페인은 2012년 이후 5년간 2,558명의 주주에게 311억원(3862만주)어치 주식을 찾아주었고, 주주들과 정부로부터 효과를 인정받는 성과를 이루었다. 특히 2014년 당시 캠페인에서는 1970년대 초 태평양화장품(현 아모레퍼시픽) 소속 백화점에 근무했던 60대 임모 씨가 우리사주 조합원으로 유상증자에 참여해 매입한 10만원어치 주식이 주가 상승 등으로 1억3500만원으로 불어나는 기쁨을 만끽하기도 했다. 또한 행정자치부는 정부 3.0과 관련하여 민원24시에 기반한 생활정보서비스로 선정하고 한국예탁결제원의 미수령 주식 조회서비스와의 시스템 연계를 추진 중에 있다.

## 연혁
- 1974년 12월 : 한국증권대체결제주식회사로 출범
- 2005년 1월 : 증권예탁결제원으로 사명 변경
- 2009년 2월 : 한국예탁결제원으로 사명 변경
- 2022년 1월 28일 :  대한민국 금융위원회 산하 기타공공기관서 해제[15]

## 조직
- 감사
  - 감사부

### 사장

#### 전무이사

##### IT본부
- IT기획부
- IT인프라운영부
- IT서비스1부
- IT서비스2부
- 차세대시스템추진실

##### 전자등록본부
- 전자등록업무부
- 주식파생등록부
- 채권등록부
- 증권정보부

##### 증권결제본부
- 청산결제부
- 증권예탁부
- 펀드업무부
- 자산운용지원부

##### 경영지원본부
- 인사부
- 총무부
- 재무회계부
- 안전관리부

#### 상임이사

##### NEXT KSD 추진단(T/F)
- 미래비전실
- 혁신금융실

##### 전략기획본부
- 전략기획부
- ESG경영부
- 리스크관리부
- 홍보부

##### 증권파이낸싱본부
- 증권대차부
- 증권담보부
- 증권대행부
- 대전지원
- 광주지원
- 대구지원

##### 글로벌본부
- 글로벌협력부
- 외화증권결제부
- 외화증권권리관리부

#### 중요지표관리위원회
- 무위험지표 금리 산출공시 사무국

## 같이 보기
- 한국거래소
- 코스콤